# 日野駅 (東京都)
日野駅（ひのえき）は、東京都日野市大坂上一丁目にある、東日本旅客鉄道（JR東日本）中央本線の駅である。駅番号はJC 20。八王子支社管轄の駅。
当駅を含む区間は、運行系統上は「中央線」と案内される。運転形態の詳細については該当記事を参照のこと。

## 歴史
- 1890年（明治23年）1月6日：地元有志の寄付により甲武鉄道の駅として開設。上下4本停車[4]。旅客・貨物取扱開始[1]。
  - 駅北50 m程の所に、用水路を跨ぐ、赤レンガを積んだ小さな跨線橋が、甲武鉄道開業当時（1889年）からある。ここで使われているレンガは日野煉瓦（現在は廃業）製のもの。多摩川橋梁の橋脚にも同社製レンガが用いられており、現在も上り線立川寄り橋脚に見ることが可能。
- 1906年（明治39年）10月1日：甲武鉄道国有化に伴い、国有鉄道の駅となる[5]。
- 1909年（明治42年）10月12日：線路名称制定により中央東線（1911年から中央本線）の所属となる[5]。
- 1937年（昭和12年）6月：複線化に伴い300 m程北、現在地に移転。
  - この地が「多摩の米蔵」と称された日野でも「八丁田圃」と呼ばれる稲作地帯だったため、田園風景との調和を考えたデザインとした民芸調の入母屋造りの駅舎が建設された。
  - 移転時にホームのみを移設したため、機回し線等旧駅の機能はそのまま残った。旧駅のあった場所には鉄道総合技術研究所日野土木実験所が立地する。
- 1949年（昭和24年）6月1日：日本国有鉄道発足[6]。
- 1959年（昭和34年）12月1日：貨物取扱廃止[1]。
- 1964年（昭和39年）10月1日：荷物扱い廃止[1]。
- 1987年（昭和62年）4月1日：国鉄分割民営化に伴い、東日本旅客鉄道（JR東日本）の駅となる[1][7]。
- 1993年（平成5年）5月18日：自動改札機使用開始[8]。
- 2001年（平成13年）11月18日：ICカード「Suica」の利用が可能となる[報道 1]。
- 2003年（平成15年）11月2日：構内にNewDaysが開店[9]。
- 2010年（平成22年）1月11日：開業120周年記念として記念セレモニー・記念入場券発売などを実施。
- 2014年（平成26年）3月15日：むさしの号の停車駅となる[報道 2]。
- 2019年（令和元年）5月31日：みどりの窓口の営業を終了[10]。
- 2024年（令和6年）3月16日：直営化[2]。

## 駅構造
築堤上に島式ホーム1面2線を有する高架駅。これは日野台地と多摩川の橋梁間に駅が存在し、地上駅にすると線路の高低差が問題となるためである。なお、ホーム西側の一部は日野台地に掛かっている。
豊田統括センター管理の直営駅である。ただし、お客さまサポートコールシステムが導入されており、早朝は遠隔対応のため改札係員は不在となる。高尾側に、旧駅中線を転用した、ホームの無い中線が1線設置されている。土手に設けられたため、ホーム幅が狭く、特に高尾寄りはそれが顕著である。
かつて高尾方には、旧甲州街道踏切があった。これは、都市計画で駅西側に新設道路取付やターミナル新設改良工事があったこと、さらに人身事故等が多かったことを理由に1981年に廃止された。
駅舎は1937年の移転時に建てられたもので、民家風の素朴な造りになっている。改札口は立川方に1か所。自動改札機・多機能券売機・指定席券売機が設置されている。ホームから改札口への通路の途中にトイレとNewDaysがある。バリアフリー対応施設として、エレベーター1基と車椅子対応多目的トイレが設置されている。
現在のホームから駅改札までの通路は1969年の改良工事にて竣工された。 それまでは現在の中央線ガード脇（歩行者トンネルの入口付近）からホーム上に昇降する通路があり、立川方ホーム終端部分にホーム出入口が存在した。改札口の位置も当時はかつてのKIOSK付近に存在した。
2017年7月1日から数日間、試験的に接近メロディが流れていた。当初は4点チャイムが使用されていたが、翌日からは東武鉄道の駅で発車メロディとして使用されている曲に変更された。

### のりば
| 番線 | 路線   | 方向 | 行先                 |
| ---- | ------ | ---- | -------------------- |
| 1    | 中央線 | 下り | 八王子・高尾方面     |
| 2    | 中央線 | 上り | 立川・新宿・東京方面 |

（出典：JR東日本:駅構内図）
- JR中央線は、2025年春を目途に東京駅 - 大月駅間のオレンジ帯で運行する列車に2階建てグリーン車を2両連結させ12両編成運転を行う。そのため当駅は、ホーム12両編成対応改築工事等が実施され[報道 3][新聞 1]、2024年10月13日より快速電車における12両編成の運転が開始された[11]。

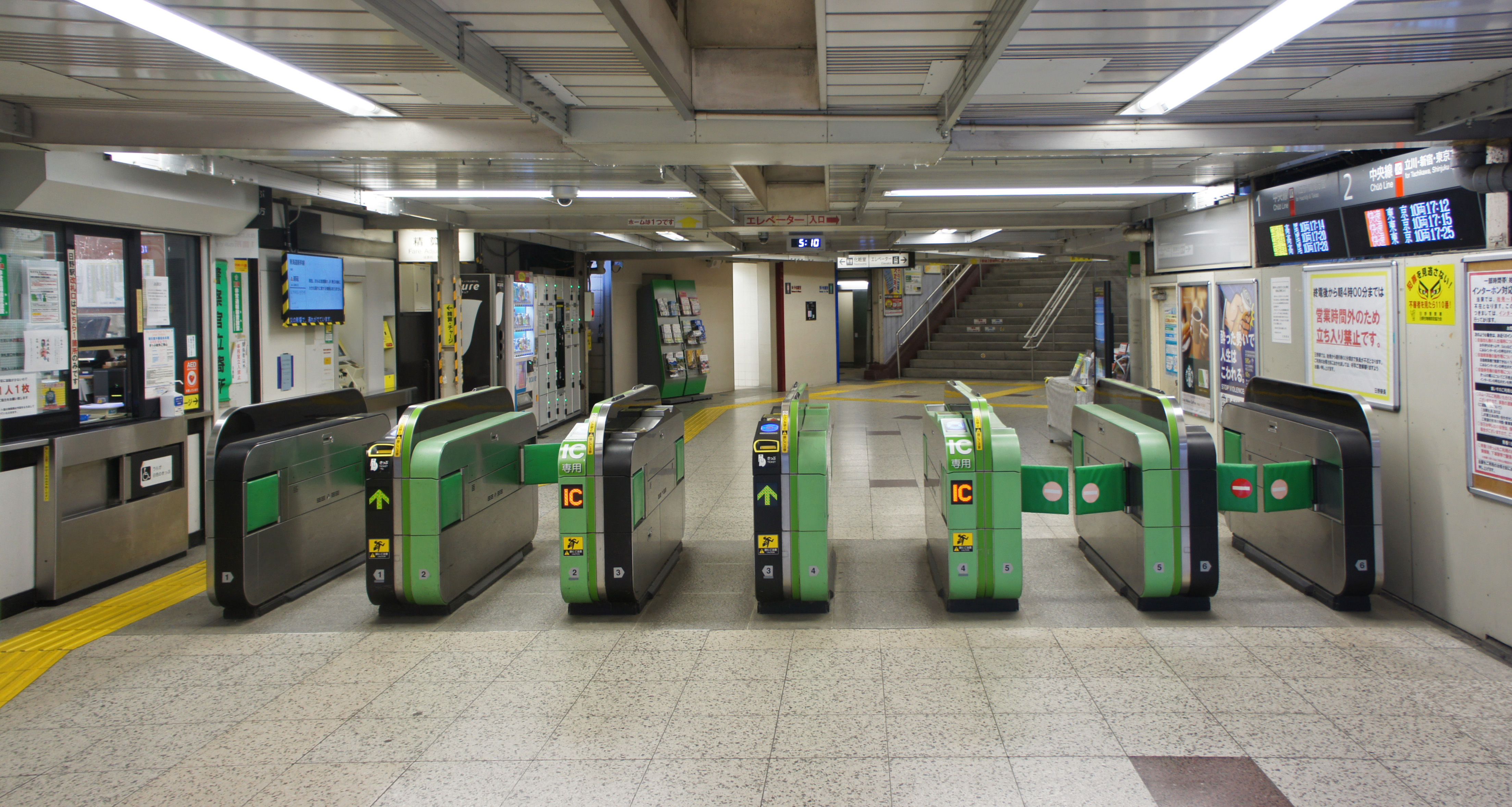
改札口（2021年4月）
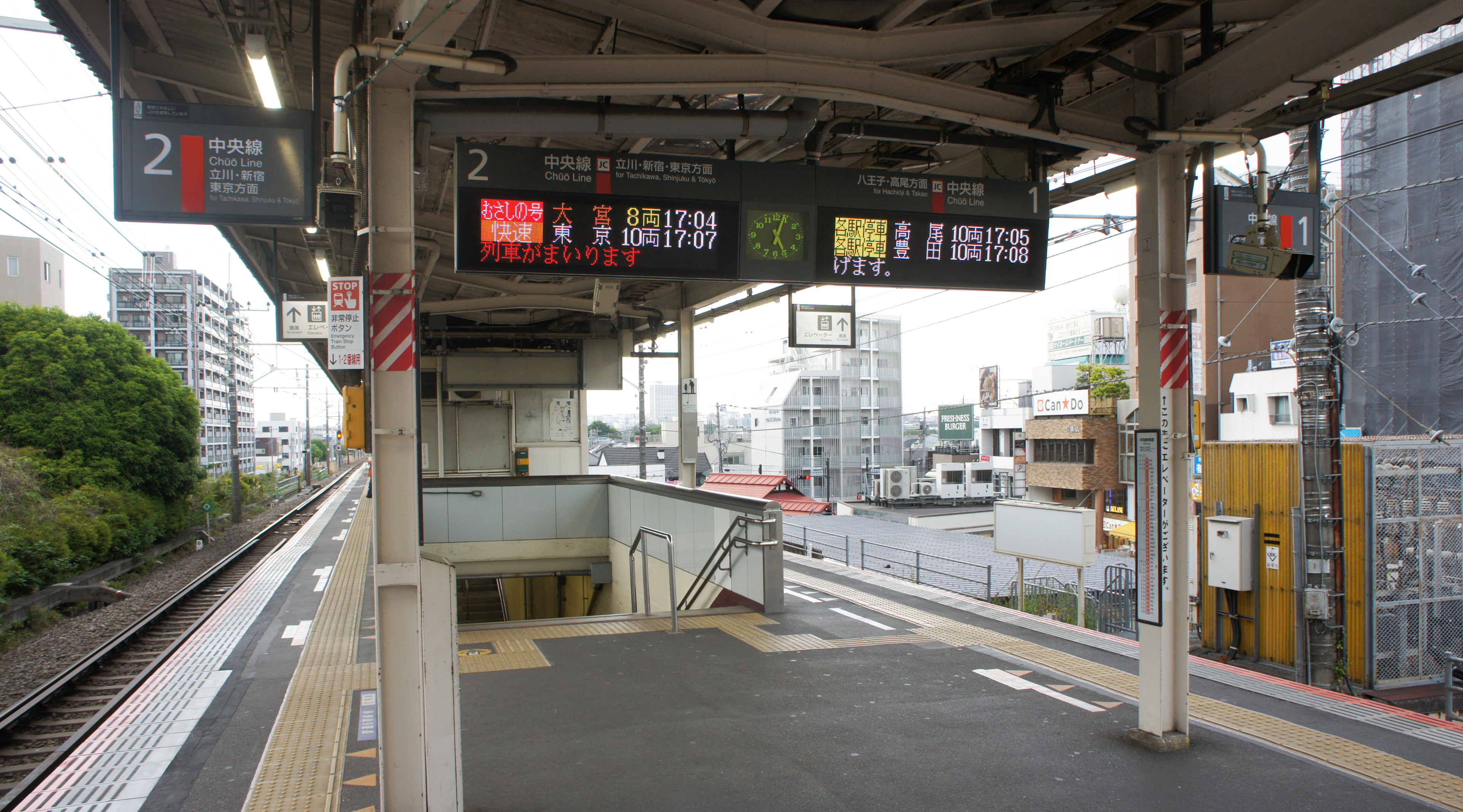
ホーム（2021年4月）
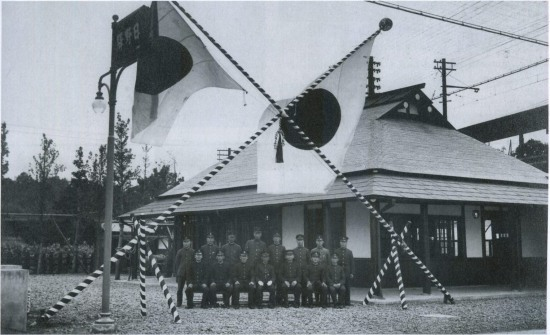
1937年 移転開業記念
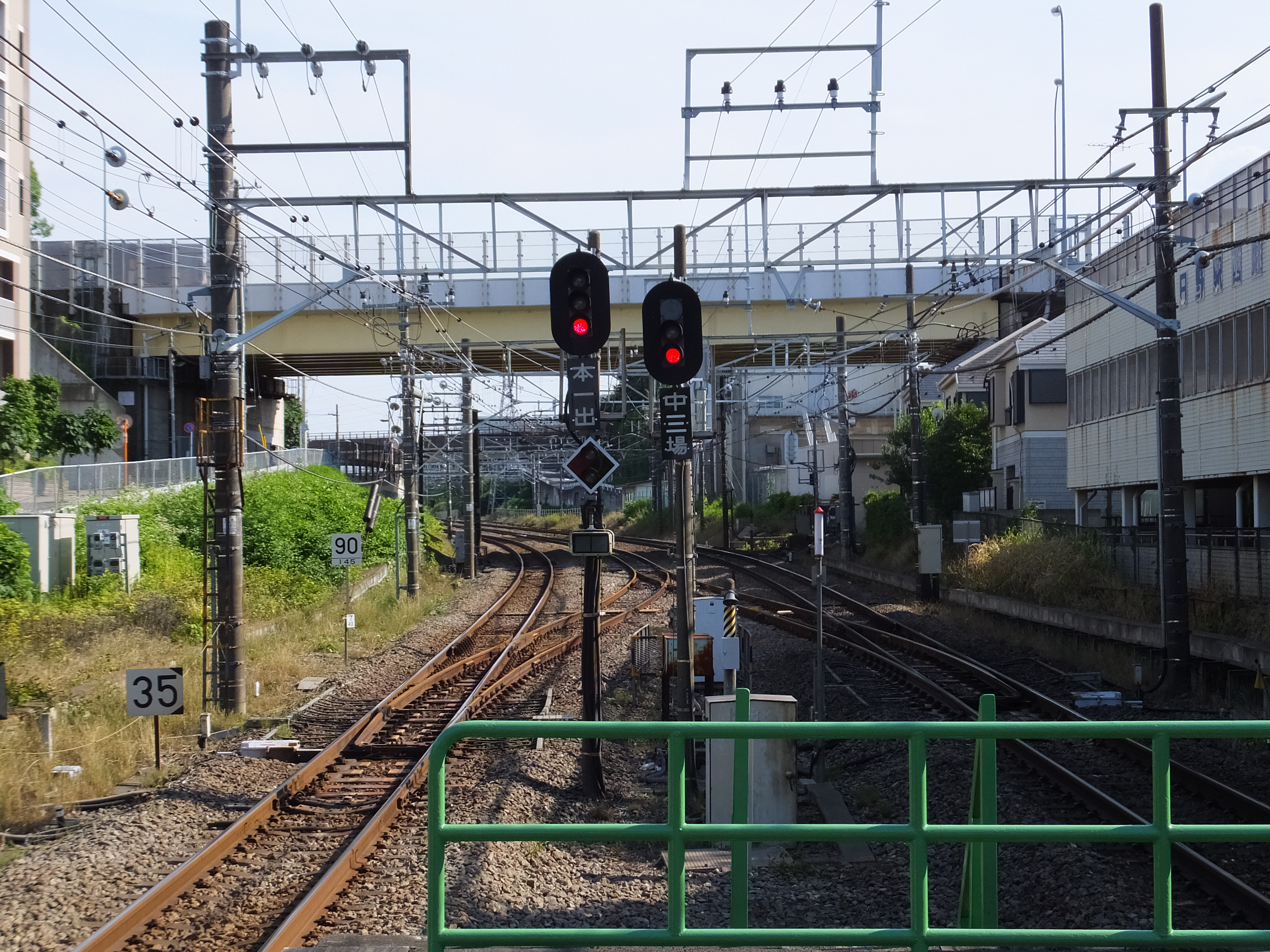
日野駅塩尻方より、旧駅跡でもある中線を見る。かつての踏切はホームと信号機間にあった。

## 利用状況
2023年度（令和5年度）の1日平均乗車人員は22,406人である。日野市の代表駅であるものの、利用客数では豊田駅や京王線高幡不動駅の方が多く、中央線快速の24駅（東京 - 高尾間）の中で最も少ない。
日野自動車やエスアールエル、セイコーエプソン、スーパーアルプス等への通勤や、実践女子大学、東京都立日野台高等学校に通学する学生・生徒の利用が多い。また、八王子や立川及び東京都心方面への通勤・通学や買い物客利用も多い。
1990年度（平成2年度）以降の1日平均乗車人員の推移は以下の通り。
| 年度               | 1日平均 乗車人員 | 出典     |
| ------------------ | ---------------- | -------- |
| 1990年（平成02年） | 26,329           | [ * 1 ]  |
| 1991年（平成03年） | 27,443           | [ * 2 ]  |
| 1992年（平成04年） | 28,195           | [ * 3 ]  |
| 1993年（平成05年） | 28,468           | [ * 4 ]  |
| 1994年（平成06年） | 28,537           | [ * 5 ]  |
| 1995年（平成07年） | 28,537           | [ * 6 ]  |
| 1996年（平成08年） | 28,912           | [ * 7 ]  |
| 1997年（平成09年） | 28,259           | [ * 8 ]  |
| 1998年（平成10年） | 27,764           | [ * 9 ]  |
| 1999年（平成11年） | 27,049           | [ * 10 ] |
| 2000年（平成12年） | 25,867           | [ * 11 ] |
| 2001年（平成13年） | 25,823           | [ * 12 ] |
| 2002年（平成14年） | 25,719           | [ * 13 ] |
| 2003年（平成15年） | 26,291           | [ * 14 ] |
| 2004年（平成16年） | 26,708           | [ * 15 ] |
| 2005年（平成17年） | 26,857           | [ * 16 ] |
| 2006年（平成18年） | 27,288           | [ * 17 ] |
| 2007年（平成19年） | 27,706           | [ * 18 ] |
| 2008年（平成20年） | 27,798           | [ * 19 ] |
| 2009年（平成21年） | 27,340           | [ * 20 ] |
| 2010年（平成22年） | 27,713           | [ * 21 ] |
| 2011年（平成23年） | 27,710           | [ * 22 ] |
| 2012年（平成24年） | 28,038           | [ * 23 ] |
| 2013年（平成25年） | 28,651           | [ * 24 ] |
| 2014年（平成26年） | 26,927           | [ * 25 ] |
| 2015年（平成27年） | 27,179           | [ * 26 ] |
| 2016年（平成28年） | 27,312           | [ * 27 ] |
| 2017年（平成29年） | 27,219           | [ * 28 ] |
| 2018年（平成30年） | 27,257           | [ * 29 ] |
| 2019年（令和元年） | 26,916           | [ * 30 ] |
| 2020年（令和02年） | 19,560           |          |
| 2021年（令和03年） | 20,236           |          |
| 2022年（令和04年） | 21,373           |          |
| 2023年（令和05年） | 22,406           |          |

## 駅周辺
改札口を出て左手（西側）に行くとバスターミナルがある。ここには京王電鉄バスと西東京バスの路線が発着し、日野市内及び隣接する八王子、立川、国立、府中の各市内への路線バスが運行されている。駅の南側すぐには中央自動車道の高架がある。南側の豊田寄りには鉄道総合研究所の日野土木実験所がある。
- 日野市役所
- 日野市民会館
- 日野市立日野図書館
- 日野市中央公民館
- 日野市中央福祉センター
- 日野中央公園
- 日野市生活保健センター（旧日野市役所跡）
- 日野市市民の森スポーツ公園（旧養蚕試験場跡）
- 日野市市民の森ふれあいホール（旧養蚕試験場跡）
- 日野市立新選組のふるさと歴史館
- 日野宿本陣
- 東京消防庁日野消防署
- 警視庁日野警察署
- 日野警察署日野駅前交番
- 日野郵便局
- 日野駅前郵便局
- 日野神明郵便局
- 日野新町郵便局
- 日野多摩平六郵便局
- みずほ銀行日野駅前支店
- イオンフードスタイル日野駅前店

### 新撰組と日野
日野市は、新選組副長・土方歳三や、六番組隊長の井上源三郎の出身地である。当駅ホームから東の方に見える宝泉寺は井上家の菩提寺であり、源三郎もここに眠っている。また、生家も当駅から歩いて5分程の場所にあり、子孫が資料館を開設している。
甲州街道（東京都道256号八王子国立線）に面した改札口を抜け、右手（東側）へ甲州街道を行くと八坂神社がある。さらに進むと新選組を物心両面で支えた佐藤彦五郎家がある。ここは東京都内に唯一当時の建物の遺された本陣址である。現在駐車場になっている辺りに道場があり、近藤勇や土方はこの道場にて剣の腕を磨いたと言われている。

## バス路線
「日野駅」停留所が設置されており、京王電鉄バス・京王バス・西東京バスが運行する路線バスが発着する。
| のりば             | 運行事業者     | 系統・行先                                                                      | 備考                                                                               |
| ------------------ | -------------- | ------------------------------------------------------------------------------- | ---------------------------------------------------------------------------------- |
| 1                  | 京王電鉄バス   | 日50・八58：八王子駅北口                                                        | 「八58」は平日夕方2本のみ運行                                                      |
| 2                  | 京王電鉄バス   | 日05・日04 : 豊田駅北口                                                         |                                                                                    |
| 2                  | 京王バス       | 立65：高幡不動駅 / 立川駅北口                                                   | 「立65」の高幡不動駅行は夜間1本のみ、立川駅北口行は早朝1本のみ運行                 |
| 3                  | 日野市ミニバス | S：高幡不動駅 / 豊田駅北口                                                      |                                                                                    |
| 4                  | 西東京バス     | 日21：宇津木台                                                                  |                                                                                    |
| 5                  | 京王電鉄バス   | - 日01・日02・日03：高幡不動駅 - 高32：モノレール北                             | 「日01」は朝のみ運行                                                               |
| 6                  | 西東京バス     | - 大11：JR八王子駅北口 - 通勤ライナー：新宿駅西口 / 北八王子駅入口 / 高尾駅南口 | 「通勤ライナー」の新宿駅西口行は乗車のみ。北八王子駅入口行、高尾駅南口行は降車のみ |
| 甲州街道沿いバス停 | 京王電鉄バス   | 日50：日野自動車前（直行）                                                      | 平日朝のみ運行                                                                     |

## 付記
- 大宮駅発着普通列車（むさしの号）は2014年3月14日まで通過していた[報道 2]。なお、立川駅発着普通列車も1996年（平成8年）3月15日までは通過扱いだった。
- 昭和40年代初頭まで当駅始発・終着列車が設定されていた。歴史の項で触れた旧駅機回線を利用した折返し運転が可能だったためである。その後、西隣の豊田駅に隣接して豊田電車区（現・豊田車両センター）が開設され、豊田駅が始発・終点となったため、当駅始発・終点の列車は廃止となった[要出典]。その後、この折返し線は上下線待避線（中線）となり、貨物列車、試運転列車等の事業用途列車、回送電車待避として使用されることが多い。また、三鷹方面から武蔵野線に入る回送列車や臨時列車が使用している。
- 将来計画として、ホームを増設して上下で分離させる計画がある。また、築堤になっている当駅を高架化に合わせて、西口と豊田駅寄りに改札口を新設する計画もある[12]。しかし、市の事業スキームとしての陳情意見でありJRとの調整がついていないことや、市の財政逼迫から自治体負担分である予算捻出が困難であることから、具体的な目途は立っていない。
- 多摩モノレールの甲州街道駅まで徒歩15分程である。中央線の輸送障害時には、甲州街道駅まで移動してモノレールによる振替輸送を利用するよう推奨されることがある。[要出典]
- 中央線は当駅より東京駅まで立体交差化されており、当駅以東に踏切は一つもない。

## 隣の駅
東日本旅客鉄道（JR東日本）
 中央線
■通勤特快（上りのみ）
通過
■中央特快・■通勤快速（下りのみ）・■快速・■普通・■むさしの号
立川駅 (JC 19) - 日野駅 (JC 20) - 豊田駅 (JC 21)

### 記事本文

##### 報道発表資料
1. ↑  “Suicaご利用可能エリアマップ（2001年11月18日当初）” (PDF).   東日本旅客鉄道. 2019年7月27日時点のオリジナルよりアーカイブ。2020年4月27日閲覧。
2. 1 2  『2014年3月ダイヤ改正について①』（PDF）（プレスリリース）東日本旅客鉄道八王子支社、2013年12月20日、1頁。オリジナルの2019年8月8日時点におけるアーカイブ。2020年7月25日閲覧。
3. ↑  『中央快速線等へのグリーン車サービスの導入について』（PDF）（プレスリリース）東日本旅客鉄道、2015年2月4日。オリジナルの2019年9月24日時点におけるアーカイブ。2020年4月21日閲覧。

##### 新聞記事
1. ↑  “JR東日本、中央線のグリーン車計画を延期”. 産経新聞. (2017年3月24日).  オリジナルの2017年3月24日時点におけるアーカイブ。 2020年11月29日閲覧。

### 利用状況
1. ↑  東京都統計年鑑 - 東京都
2. ↑  とうけい日野 - 日野市

JR東日本の2000年度以降の乗車人員
1. ↑  各駅の乗車人員（2000年度） - JR東日本
2. ↑  各駅の乗車人員（2001年度） - JR東日本
3. ↑  各駅の乗車人員（2002年度） - JR東日本
4. ↑  各駅の乗車人員（2003年度） - JR東日本
5. ↑  各駅の乗車人員（2004年度） - JR東日本
6. ↑  各駅の乗車人員（2005年度） - JR東日本
7. ↑  各駅の乗車人員（2006年度） - JR東日本
8. ↑  各駅の乗車人員（2007年度） - JR東日本
9. ↑  各駅の乗車人員（2008年度） - JR東日本
10. ↑  各駅の乗車人員（2009年度） - JR東日本
11. ↑  各駅の乗車人員（2010年度） - JR東日本
12. ↑  各駅の乗車人員（2011年度） - JR東日本
13. ↑  各駅の乗車人員（2012年度） - JR東日本
14. ↑  各駅の乗車人員（2013年度） - JR東日本
15. ↑  各駅の乗車人員（2014年度） - JR東日本
16. ↑  各駅の乗車人員（2015年度） - JR東日本
17. ↑  各駅の乗車人員（2016年度） - JR東日本
18. ↑  各駅の乗車人員（2017年度） - JR東日本
19. ↑  各駅の乗車人員（2018年度） - JR東日本
20. ↑  各駅の乗車人員（2019年度） - JR東日本
21. ↑  各駅の乗車人員（2020年度） - JR東日本
22. ↑  各駅の乗車人員（2021年度） - JR東日本
23. ↑  各駅の乗車人員（2022年度） - JR東日本
24. ↑  各駅の乗車人員（2023年度） - JR東日本

東京都統計年鑑
1. ↑  東京都統計年鑑（平成2年）
2. ↑  東京都統計年鑑（平成3年）
3. ↑  東京都統計年鑑（平成4年）
4. ↑  東京都統計年鑑（平成5年）
5. ↑  東京都統計年鑑（平成6年）
6. ↑  東京都統計年鑑（平成7年）
7. ↑  東京都統計年鑑（平成8年）
8. ↑  東京都統計年鑑（平成9年）
9. ↑  東京都統計年鑑（平成10年） (PDF)
10. ↑  東京都統計年鑑（平成11年） (PDF)
11. ↑  東京都統計年鑑（平成12年）
12. ↑  東京都統計年鑑（平成13年）
13. ↑  東京都統計年鑑（平成14年）
14. ↑  東京都統計年鑑（平成15年）
15. ↑  東京都統計年鑑（平成16年）
16. ↑  東京都統計年鑑（平成17年）
17. ↑  東京都統計年鑑（平成18年）
18. ↑  東京都統計年鑑（平成19年）
19. ↑  東京都統計年鑑（平成20年）
20. ↑  東京都統計年鑑（平成21年）
21. ↑  東京都統計年鑑（平成22年）
22. ↑  東京都統計年鑑（平成23年）
23. ↑  東京都統計年鑑（平成24年）
24. ↑  東京都統計年鑑（平成25年）
25. ↑  東京都統計年鑑（平成26年）
26. ↑  東京都統計年鑑（平成27年）
27. ↑  東京都統計年鑑（平成28年）
28. ↑  東京都統計年鑑（平成29年）
29. ↑  東京都統計年鑑（平成30年）
30. ↑  東京都統計年鑑（平成31年・令和元年）